# Каролін Бабкок
Каролін Бабкок (англ. Carolin Babcock; 26 травня 1912 — 25 березня 1987) — колишня американська тенісистка.
Найвищу одиночну позицію світового рейтингу — 10 місце досягла 1934 року.
Перемагала на турнірах Великого шолома в парному розряді.

## Фінали турнірів Великого шолома

### Одиночний розряд (1 поразка)
| Результат | Рік  | Турнір                     | Покриття | Суперниця      | Рахунок  |
| --------- | ---- | -------------------------- | -------- | -------------- | -------- |
| Поразка   | 1932 | Національний чемпіонат США | Трава    | Гелен Джейкобс | 2–6, 2–6 |

### Парний розряд (1–3)
| Результат | Рік  | Турнір                     | Покриття | Партнерка                | Суперниці                      | Рахунок       |
| --------- | ---- | -------------------------- | -------- | ------------------------ | ------------------------------ | ------------- |
| Поразка   | 1934 | Національний чемпіонат США | Трава    | Дороті Ендрюс            | Гелен Джейкобс Сара Палфрі-Кук | 6–4, 3–6, 4–6 |
| Поразка   | 1935 | Національний чемпіонат США | Трава    | Дороті Ендрюс            | Гелен Джейкобс Сара Палфрі-Кук | 4–6, 2–6      |
| Перемога  | 1936 | Національний чемпіонат США | Трава    | Марджорі Ґладман         | Гелен Джейкобс Сара Палфрі-Кук | 9–7, 2–6, 6–4 |
| Поразка   | 1937 | Національний чемпіонат США | Трава    | Марджорі Ґладман Van Ryn | Еліс Марбл Сара Палфрі-Кук     | 5–7, 4–6      |

## Результати в одиночному розряді на турнірах Великого шлему
| W | Ф | ПФ | ЧФ | #Р | КТ | К# | DNQ | A | NH |

| Турнір                               | 1929  | 1930  | 1931  | 1932  | 1933  | 1934  | 1935  | 1936  | 1937  | Career SR |
| ------------------------------------ | ----- | ----- | ----- | ----- | ----- | ----- | ----- | ----- | ----- | --------- |
| Відкритий чемпіонат Австралії        |       |       |       |       |       |       |       |       |       | 0 / 0     |
| Відкритий чемпіонат Франції з тенісу |       |       |       |       |       | 2р    |       |       |       | 0 / 1     |
| Вімблдонський турнір                 |       |       |       |       |       | 2р    |       | 3р    |       | 0 / 2     |
| Національний чемпіонат США           | 1р    | 2р    |       | Ф     | 3р    | ПФ    | ЧФ    | ЧФ    | 3р    | 0 / 8     |
| SR                                   | 0 / 1 | 0 / 1 | 0 / 0 | 0 / 1 | 0 / 1 | 0 / 3 | 0 / 1 | 0 / 2 | 0 / 1 | 0 / 11    |